# Stanisław Pius Radziwiłł
Stanisław Pius Radziwiłł herbu Trąby (ur. 12 maja 1559 w Wilnie, zm. 19 marca 1599 w Pasawie) – syn Mikołaja Radziwiłła Czarnego, ordynat ołycki od 1586, marszałek wielki litewski od 1592 oraz starosta generalny żmudzki.

## Życiorys

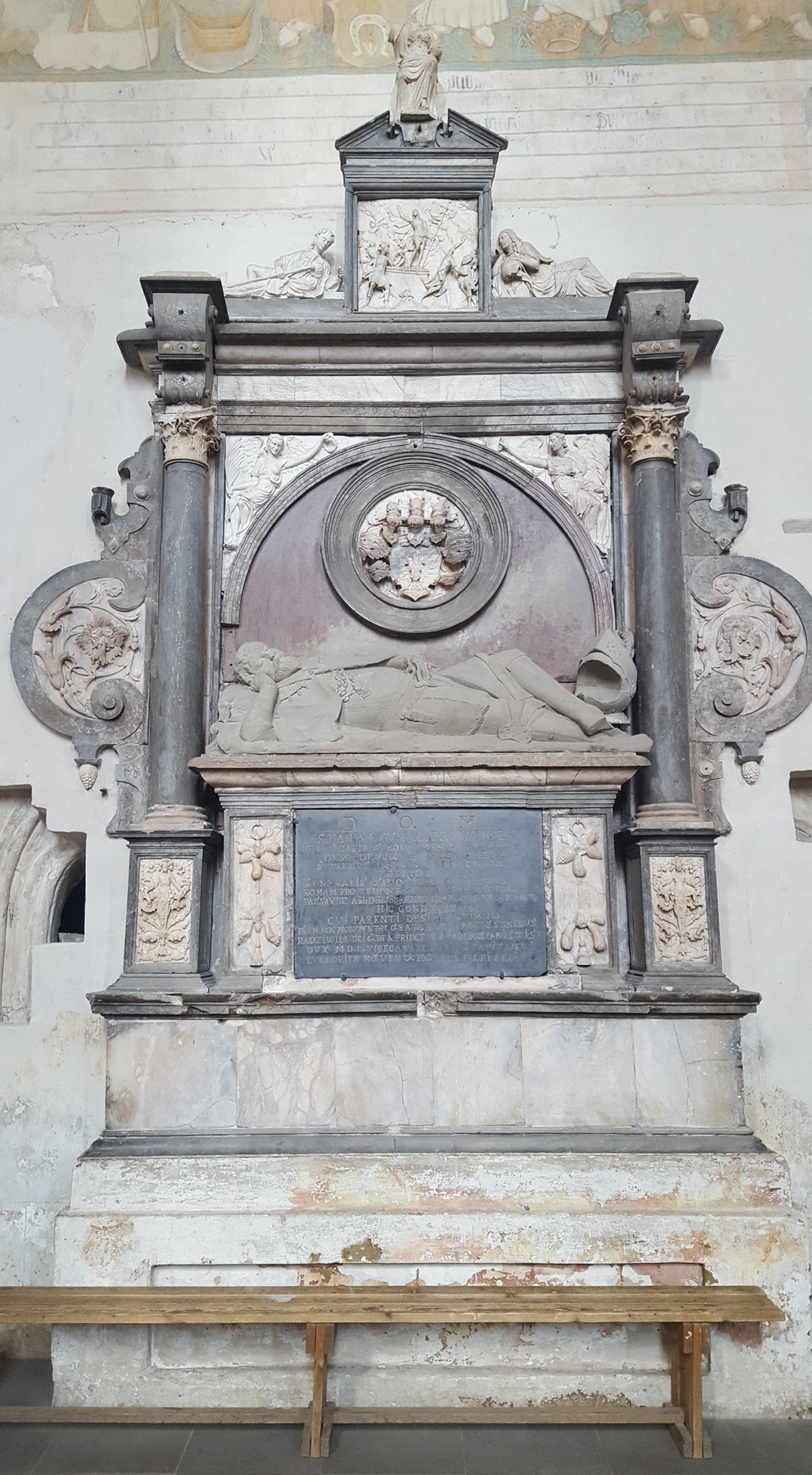
Nagrobek Stanisława Radziwiłła w kościele Bernardynów w Wilnie

Wychowywany w kalwinizmie w rodzinnym Nieświeżu pobierał później nauki do 1573 r. w Lipsku wraz z braćmi Albrechtem i Jerzym. Uczestniczył w oblężeniu Pskowa, brał udział w wyprawach moskiewskich Batorego, nie interesował się jednak polityką, a obowiązki starosty żmudzkiego zaniedbywał. W latach 1566–1574 synowie Mikołaja Czarnego wrócili do katolicyzmu. Stanisław zatopiony w dziełach religijnych i studiach naukowych zasłynął gorliwością religijną otrzymując przydomek „Pobożny”. W latach 1578–1579 odbył pielgrzymkę do miejsc świętych w Europie między innymi do Rzymu, Mediolanu, Madrytu wraz z bratem Jerzym docierając ostatecznie do Santiago de Compostela. W 1582 odbył pielgrzymkę po miejscach kultu w Rzeczypospolitej, odwiedzając Lwów, Jarosław, Święty Krzyż i Częstochowę.
Uważany z utalentowanego poliglotę władał według ówczesnych 12 językami obcymi: między innymi greką, tureckim, francuskim, włoskim, niemieckim, hiszpańskim. Był autorem dzieła Oręże duchowe prawowitego rycerza chrześcijańskiego wyd. w Krakowie w 1591. W 1587 ku niezadowoleniu braci i rodziny poślubił Mariannę Myszczankę (1563–1600) córkę kasztelana wołyńskiego Michała Myszki. Z tego małżeństwa na świat przyszło czworo dzieci: synowie Mikołaj Krzysztof (zm. 1614) i Albrycht Stanisław oraz córki Krystyna i Elżbieta (1592–1627) wydana za mąż za Andrzeja Jerzego Sapiehę (zm. 1610). Wobec pogarszającego się stanu zdrowia Stanisław spisał testament 8 września 1598, planował odbyć jeszcze pielgrzymkę do Loreto, zmarł jednak wyruszywszy w drogę. Zgodnie z ostatnią wolą został pochowany w kościele św. Bernardyna w Wilnie.